# Cuero
Cuero és una població dels Estats Units a l'estat de Texas. Segons el cens del 2000 tenia 6.571 habitants.

## Demografia
Segons el cens del 2000, Cuero tenia 6.571 habitants, 2.500 habitatges, i 1.695 famílies. La densitat de població era de 513,6 habitants/km².
Dels 2.500 habitatges en un 33% hi vivien nens de menys de 18 anys, en un 47,2% hi vivien parelles casades, en un 16% dones solteres, i en un 32,2% no eren unitats familiars. En el 29,2% dels habitatges hi vivien persones soles el 16,6% de les quals corresponia a persones de 65 anys o més que vivien soles. El nombre mitjà de persones vivint en cada habitatge era de 2,54 i el nombre mitjà de persones que vivien en cada família era de 3,13.
Per edats la població es repartia de la següent manera: un 27,1% tenia menys de 18 anys, un 8,5% entre 18 i 24, un 24,4% entre 25 i 44, un 20,3% de 45 a 60 i un 19,7% 65 anys o més.
L'edat mediana era de 38 anys. Per cada 100 dones de 18 o més anys hi havia 80,6 homes.
La renda mediana per habitatge era de 24.931 $ i la renda mediana per família de 29.500 $. Els homes tenien una renda mediana de 26.154 $ mentre que les dones 16.551 $. La renda per capita de la població era de 14.286 $. Aproximadament el 21,5% de les famílies i el 26,8% de la població estaven per davall del llindar de pobresa.

## Poblacions més properes
El següent diagrama mostra les poblacions més properes.